# Eugène Vaniot
Eugène Vaniot  ( 1846 - 1913 ) fue un clérigo y botánico francés.

## Algunas publicaciones
- H Léveillé, E Vaniot. Carex comari H.Lév. & Vaniot
- H Léveillé; E Vaniot.1904. Salices a R.P. Urb. Faurie in Japonia lectae. Bull. Acad. Int. Géogr. Bot. Ann. 13 (183 ): 206-211
- H Léveillé; E Vaniot. 1908. Solanacées nouvelles. Monde Plantes 53: 37
- H Léveillé; E Vaniot. 1910. Decades plantarum novarum. XXXIX. Fcddcs Repert. Spec. Nov. Regni Veg. 8: 401–402

### Libros
- Vaniot, E. 1881. Mollusques recueillis au sud d'Amiens. Ed. Impr. de Delattre-Lenoel. 53 pp.
- Vaniot, E; Léveillé, H. 1902. Les Carex du Japon. Ed. Impr. de l'Institut de bibliographie de Paris. 80 pp.

## Honores
Miembro de
- Academia de Geografía Botánica

### Epónimos
Género
- (Scrophulariaceae) Vaniotia H.Lév.

Especies, entre ellas
- (Asteraceae) Synotis vaniotii (H.Lév.) C.Jeffrey & Y.L.Chen
- (Celastraceae) Euonymus vaniotii H.Lév. & Loes.
- (Gentianaceae) Gentianodes vaniotii (H.Lév.) Á.Löve & D.Löve

- La abreviatura «Vaniot» se emplea para indicar a Eugène Vaniot como autoridad en la descripción y clasificación científica de los vegetales.[2]